# Netrocera
Netrocera is een geslacht van vlinders van de familie venstervlekjes (Thyrididae).

## Soorten
- N. basalis Jordan, 1907
- N. diffinis Jordan, 1907
- N. euxantha Hering, 1929
- N. hemichrysa (Hampson, 1910)
- N. jordani Joicey & Talbot, 1921
- N. overlaeti Talbot, 1928
- N. satanas Hering, 1931
- N. setioides Felder, 1874
- N. seydeli Hering, 1931